# Badia Nushagak

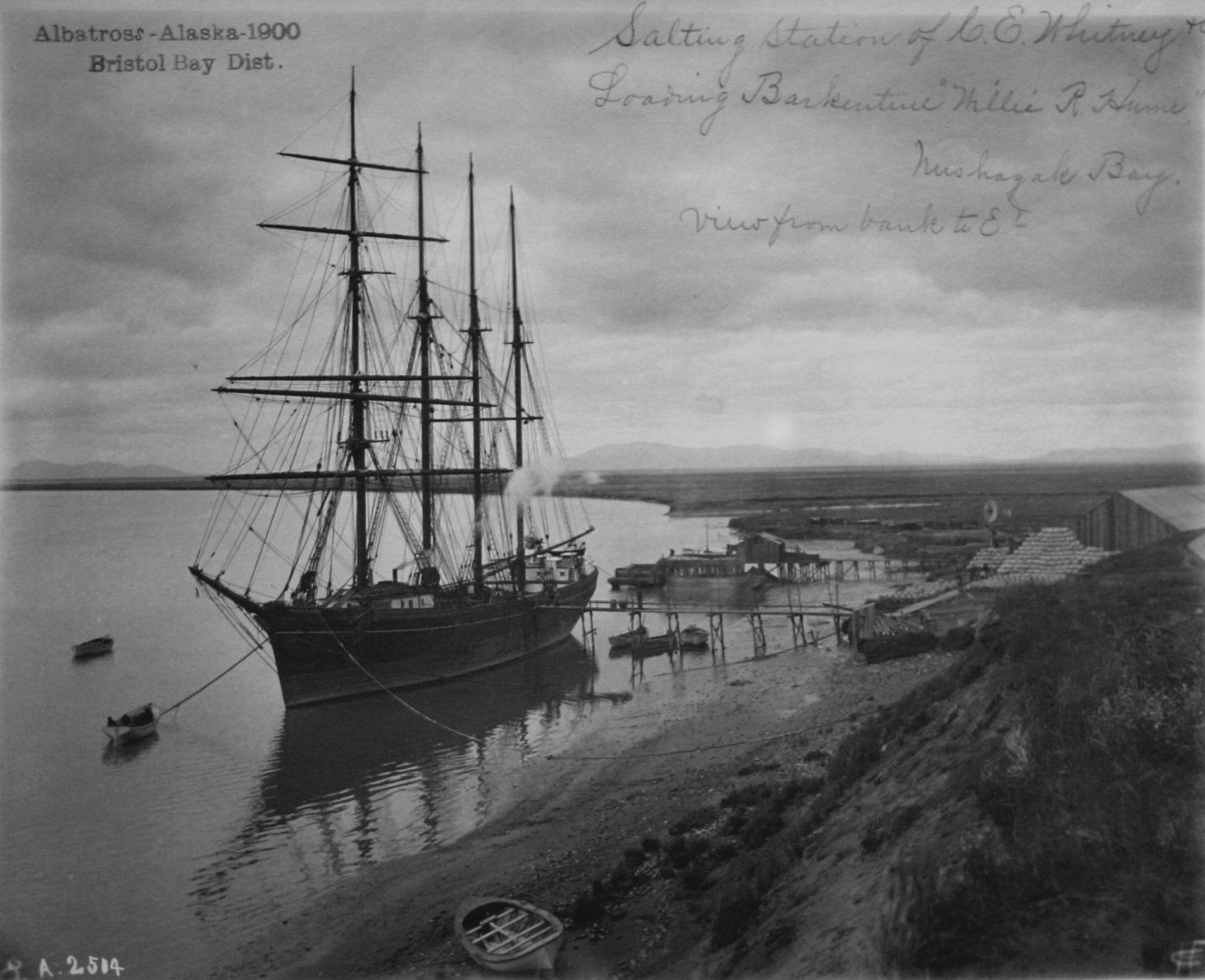
La badia Nushagak el 1900.

La badia Nushagak (en anglès Nushagak Bay) és una petita badia d'uns 100 km² que es troba al nord de la badia de Bristol, a l'estat d'Alaska, Estats Units, un allargat entrant de l'oceà a l'est del mar de Bering. En ella hi desguassen els rius Nushagak, Wood i Igushik.
La vila de Dillingham, la més gran de la regió amb 2.500 habitants, es troba a les seves ribes, en les quals abunda la pesca del salmó vermell.